# Alburnus carinatus
Alburnus carinatus е вид лъчеперка от семейство Шаранови (Cyprinidae). Видът е застрашен от изчезване.